# Nesles-la-Vallée
Nesles-la-Vallée är en kommun i departementet Val-d'Oise i regionen Île-de-France i norra Frankrike. Kommunen ligger i kantonen La Vallée-du-Sausseron som tillhör arrondissementet Pontoise. År 2022 hade Nesles-la-Vallée 1 823 invånare.

## Befolkningsutveckling
Antalet invånare i kommunen Nesles-la-Vallée
| Referens: INSEE |